# Río Dueñas
El río Dueñas es un cauce fluvial catalogado como río que recorre de norte a sur la parte septentrional de la provincia de León (España).
Nace en el Macizo del Mampodre, en el Collado de Vioba, entre el Pico del Corral de los Diablos y el Cueto de las Hundidas; pasa por la localidad de Lois, donde poco después se une el arroyo de Llorada y el arroyo Tras del Castro; bañando las tierras de Ciguera se le une el río Alcón; pasa por Salamón, se le une el reguero del Lutero, que viene del valle de Valbuena del Roblo, y pasa por la ermita de la Virgen del Roblo, donde poco después, en Vegalión, se une al río Esla.
- Datos: Q65121043